# Prisonniers de guerre allemands en Europe du nord-ouest

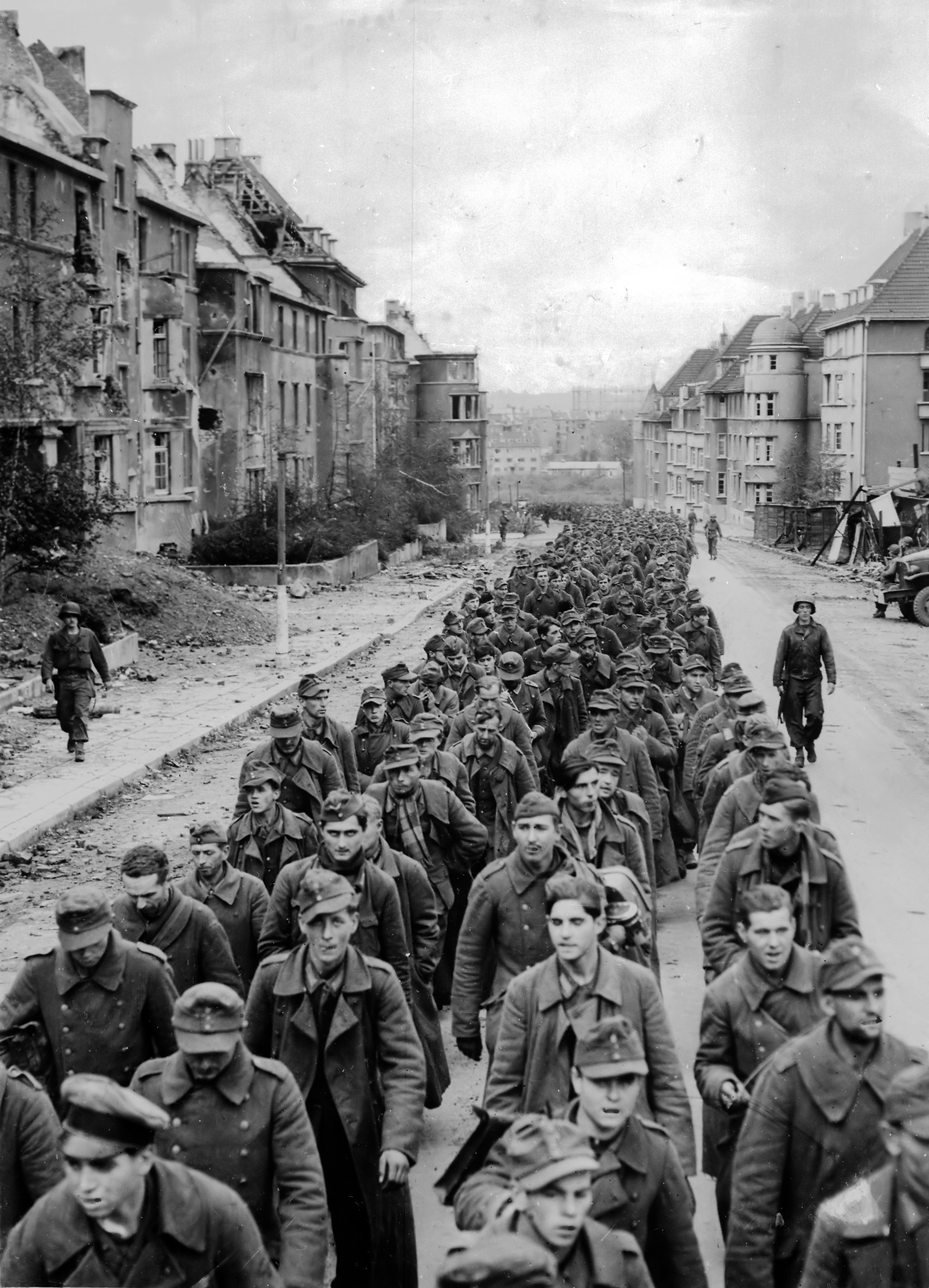
Certains des soldats allemands capturés pendant la bataille d'Aix-la-Chapelle en octobre 1944.

Plus de 2,8 millions de soldats allemands se rendirent sur le front occidental entre le Jour J et la fin d’avril 1945 ; 1,3 million entre le Jour J et le 31 mars 1945 ; et 1,5 million au cours du mois d'avril. Au début de mars, ces redditions affaiblirent sérieusement la Wehrmacht à l'Ouest et rendit d’autres redditions encore plus probables, ayant un effet boule de neige. Le 27 mars, Dwight D. Eisenhower déclara lors d'une conférence de presse que l'ennemi formait une armée vaincue. En mars, le nombre quotidien des prisonniers de guerre capturé sur le front occidental était de 10 000 ; dans les 14 premiers jours d'avril il passa à 39 000 et dans les 16 derniers jours, la moyenne culmina à 59 000 soldats capturés chaque jour. Le nombre de prisonniers capturé à l'ouest en mars et avril était supérieur à 1 800 000, soit plus du double des 800 000 soldats allemands qui se rendirent aux Soviétiques dans les trois ou quatre derniers mois de la guerre.
Les Alliés occidentaux firent prisonniers également 134 000 soldats allemands en Afrique du Nord, et au moins 220 000 à la fin d’avril 1945 dans la campagne d'Italie. Le nombre total des prisonniers de guerre allemands détenus par les Alliés occidentaux le 30 avril 1945 sur tous les théâtres de guerre était supérieur à 3 150 000, culminant à 7 614 790 en Europe occidentale après la fin de la guerre.
Il est intéressant de noter que les armées alliées, qui capturèrent 2,8 millions de soldats allemands au 30 avril 1945, alors que Adolf Hitler était encore en vie et résistait aussi fort qu'il le pouvait, composé à leur apogée de 88 divisions, comprenaient de 1,2  à   1,4 million d'hommes. Les pertes subies par les Alliés occidentaux dans cette contribution à la défaite de la Wehrmacht furent relativement légères, se montant à 164 590 morts et 78 680 soldats faits prisonniers, soit une perte totale de 243 270 hommes pour infliger une perte de 2,8 millions d’hommes à l'armée allemande.

## Chronologie des redditions allemandes à l'ouest
Après le débarquement le jour J, les redditions allemandes furent initialement très lentes. Le 9 juin, seulement 4 000 prisonniers avaient été capturés, ils atteignirent 15 000 le 18 juin. Le total pour le mois de juin fut de 47 000, pour tomber à 36 000 en juillet ; 135 000 soldats furent capturés au cours du mois suivant le 25 juillet. le nombre total en août était de 150 000. Le nombre total de prisonniers de l’armée allemande attribués à la campagne de Normandie était s’éleva à 200 000 hommes.
Avec l'invasion réussie du sud de la France le 15 août et la jonction de la 7e armée américaine au sud et de la 3e armée américaine au nord le 11 septembre, toutes les troupes allemandes restant dans le centre et l’ouest de la France furent coupées de leurs arrières. En conséquence, et en ajoutant également les troupes allemandes qui se rendirent lors de la progression vers la frontière nord depuis la Normandie, ce sont 344 000 soldats allemands se rendirent aux Alliés occidentaux en septembre. C’était l'une des plus grandes pertes allemandes en un seul mois de guerre jusqu'alors. Pour la mettre en perspective, 41 000 soldats britanniques capitulèrent après Dunkerque, 138 000 soldats britanniques et indiens se rendirent à Singapour, 173 000 militaires britanniques devinrent prisonniers de guerre durant tout le cours de la guerre, en Europe et l'Extrême-Orient, tandis que le chiffre correspondant pour les États-Unis était de 130 000 prisonniers de guerre.
Jusqu'au 17 octobre 1944, 610 541 soldats allemands se rendirent sur le front occidental. Entre le 17 octobre et 5 février 1945, le total de prisonniers de guerre allemands capturés dans le nord-ouest de l'Europe atteignit 860 000. 250 000 prisonniers de guerre avaient, en effet, été capturés entre le 17 octobre et 5 février à un rythme de 65 000 par mois. Le 22 février, encore 40 000 soldats allemands se sont rendirent et le nombre total de prisonniers allemands du Jour J à la fin de février atteignit 940 000 hommes.
En mars 1945, le nombre de soldats allemands capturés s'accéléra. Eisenhower affirma qu'ils se rendaient à un rythme de dix mille par jour, mais en fait près de 350 000 soldats allemands se rendirent en mars, portant le total entre le débarquement et la fin mars 1945 à 1 300 000. La raison pour laquelle tant se soldats capitulèrent en mars fut l’ordre d’Hitler qui ne permettait pas une réponse fluide et une retraite ordonnée devant l'avance des Alliés occidentaux vers le Rhin, de sorte que de nombreux soldats allemands furent piégés dans des positions indéfendables à l'ouest du Rhin, où ils furent forcés se rendre. Eisenhower qualifia la Wehrmacht comme d’« armée vaincue » le 27 mars. Dans son livre Crusade in Europe (Croisade en Europe), Eisenhower écrivit « Nous devions beaucoup à Hitler », parce qu'il avait empêché ses généraux de replier les forces de défense à l'est du Rhin, probablement jusqu’au début janvier, remettant ainsi les alliés occidentaux 300 000 prisonniers sur un plateau.
La perte de ces soldats aguerris affaiblit irrémédiablement les armées allemandes laissée pour défendre la grande barrière naturelle du Rhin, et la désintégration des armées allemandes à l'ouest est illustré par le taux de reddition de plus en plus important à mesure qu’avril avançait.
Au cours des cinq premiers jours d'avril, 146 000 soldats allemands furent faits prisonniers [à un rythme de 29 000 par jour]. Au cours des neuf jours suivants, 402 000 prisonniers furent pris [44 000 par jour]. Entre le 15 et le 21 avril, plus de 450 000 Allemands furent capturés [plus de 60 000 par jour] ; dans les dix derniers jours du mois plus de 500 000 agitèrent le drapeau blanc [plus de 50 000 par jour]. Pour l’ensemble du mois, le rythme moyen des redditions des Allemands s’élevait à 50 000 par jour.
Depuis le débarquement, le nombre de soldats allemands qui se rendirent sur le théâtre nord-ouest de l'Europe furent les suivants: 200 000 en Normandie ; 610 000 jusqu'au 17 octobre 1944, 1,3 million à la fin mars 1945 et 2,8 millions à la fin avril 1945, quand Hitler se suicida.

## Estimations allemandes
Prisonniers de guerre allemands détenus en captivité:
| Moyenne au cours du trimestre | Détenus par les Alliés occidentaux |
| ----------------------------- | ---------------------------------- |
| 4e trimestre 1941             | 6 600                              |
| 4e trimestre 1942             | 22 300                             |
| 4e trimestre 1943             | 200 000                            |
| 4e trimestre 1944             | 730 000                            |
| 1er trimestre 1945            | 920 000                            |
| 2e trimestre 1945             | 5 440 000                          |
| 3e trimestre 1945             | 6 672 000                          |

## Chiffres des Alliés occidentaux
| Date         | Prisonniers de guerre allemands en Europe du Nord-Ouest | Date                     | Prisonniers de guerre allemands en Europe du Nord-Ouest |
| ------------ | ------------------------------------------------------- | ------------------------ | ------------------------------------------------------- |
| Juin 1944    | 47 000                                                  | Campagne de Normandie    | 200 000                                                 |
| Juillet      | 36 000                                                  | Jour J au 17 octobre     | 610 541                                                 |
| Août         | 150 000                                                 | Jour J au 9 février 1945 | plus de 900 000                                         |
| Septembre    | 344 000                                                 | Jour J au 9 mars         | 1 007 000                                               |
| Octobre      | 66 000                                                  | Jour J au 31 mars        | 1 300 000                                               |
| Novembre     | 109 000                                                 | 1er au 14 avril          | 547 173                                                 |
| Décembre     | 60 000                                                  | 16 avril                 | 97 118                                                  |
| Janvier 1945 | 50 000                                                  | 1er au 16 avril          | 775 573                                                 |
| Février      | 81 000                                                  | Poche de la Ruhr         | 316 930                                                 |
| Mars         | 340 000                                                 | 1er au 21 avril          | plus de 1 000 000                                       |
| Avril        | Plus de 1 500 000                                       | Jour J au 16 avril       | 2 055 575                                               |

## Staline et les redditions allemandes à l'ouest
Le 29 mars 1945, Joseph Staline s’alarma auprès du maréchal Gueorgui Joukov que « Le front allemand à l'Ouest s’[était] complètement effondré ». Bien que Staline ne voulait pas que les Alliés occidentaux échouent, il ne voulait pas qu'ils réussissent à vaincre les armées allemandes qui les combattaient avant d'avoir vaincu les armées allemandes à l'Est. Le 27 mars, le correspondant de Reuters écrivit que les armées britanniques et américaines qui se dirigeaient vers le cœur de l'Allemagne ne rencontraient aucune résistance. Le même jour, Eisenhower qualifia la Wehrmacht en Occident d’« armée vaincue ». Le Times du 27 mars rapporta que 31 000 Allemands s’étaient rendus le 24 mars et 40 000 le 25 mars. Le Daily Telegraph écrivit le 22 mars que 100 000 prisonniers allemands avaient été capturés depuis la Moselle avaient été franchi la veille, et le 30 mars que 60 000 prisonniers de guerre avaient été pris au cours des deux derniers jours. Ainsi, entre le 21 et le 30 mars, 231 000 soldats allemands étaient aux mains des armées occidentales. Le 31 mars, lors d'une réunion avec l'ambassadeur américain William Averell Harriman, Staline parut très impressionné par le grand nombre de prisonniers que les Alliés faisaient à l'Ouest, et dit : « Cela va certainement aider à terminer la guerre très bientôt ».
La préoccupation de Staline sur l'apparente facilité avec laquelle les Alliés occidentaux capturaient tant de soldats allemands le persuada, vers la fin mars, de commencer à faire ses plans pour l'attaque de Berlin le 16 avril, qui conduisit Hitler à se suicider le 30 avril et à la fin de la guerre en Europe.